# Llista de municipis del Medio Campidano
Aquesta és la llista dels 28 municipis que formaven la província del Medio Campidano (Sardenya), amb el seu nom oficial en italià i el seu equivalent en sard.
Informació actualitzada per un bot. Els canvis manuals es perdran quan s'actualitzi!
| imatge | label               | població | superfície | coordenades                                                       | elevació sobre el nivell del mar | agermanament amb |
| ------ | ------------------- | -------- | ---------- | ----------------------------------------------------------------- | -------------------------------- | ---------------- |
|        | Barumini            | 1156     | 26.4       | 39° 42′ 14″ N, 9° 00′ 13″ E / 39.7037529°N,9.0036392°E            | 202                              |                  |
|        | Lunamatrona         | 1618     | 20.59      | 39° 38′ 49″ N, 8° 54′ 01″ E / 39.6469399°N,8.9002991°E            | 164                              |                  |
|        | Pabillonis          | 2473     | 37.42      | 39° 35′ 33″ N, 8° 43′ 18″ E / 39.592369444444°N,8.7217222222222°E | 42                               | Trujillo         |
|        | Pauli Arbarei       | 567      | 15.14      | 39° 39′ 40″ N, 8° 55′ 19″ E / 39.6609824°N,8.9218426°E            | 136                              |                  |
|        | Samassi             | 4789     | 42.04      | 39° 28′ 53″ N, 8° 54′ 19″ E / 39.4815205°N,8.9052773°E            | 56                               |                  |
|        | San Gavino Monreale | 8056     | 87.4       | 39° 32′ 59″ N, 8° 47′ 30″ E / 39.5498534°N,8.7916374°E            | 59                               |                  |
|        | Sanluri             | 8119     | 84.23      | 39° 33′ 40″ N, 8° 54′ 00″ E / 39.5611034°N,8.8999557°E            | 137                              |                  |
|        | Sardara             | 3801     | 56.23      | 39° 36′ 50″ N, 8° 49′ 17″ E / 39.6138876°N,8.8215065°E            | 163                              |                  |
|        | Segariu             | 1111     | 16.69      | 39° 33′ 47″ N, 8° 58′ 58″ E / 39.5629562°N,8.9828682°E            | 129                              |                  |
|        | Serrenti            | 4540     | 42.78      | 39° 29′ 33″ N, 8° 58′ 35″ E / 39.4925166°N,8.9765167°E            | 114                              |                  |
|        | Setzu               | 131      | 7.77       | 39° 43′ 21″ N, 8° 56′ 18″ E / 39.7225°N,8.9384166666667°E         | 206                              |                  |
|        | Siddi               | 583      | 11.02      | 39° 40′ 22″ N, 8° 53′ 18″ E / 39.672777777778°N,8.8882777777778°E | 185                              | Gorafe           |
|        | Tuili               | 929      | 24.59      | 39° 42′ 53″ N, 8° 57′ 35″ E / 39.7147468°N,8.9598227°E            | 208                              |                  |
|        | Turri               | 379      | 9.6        | 39° 42′ 17″ N, 8° 54′ 59″ E / 39.7047104°N,8.9163494°E            | 164                              |                  |
|        | Ussaramanna         | 489      | 9.76       | 39° 41′ 30″ N, 8° 54′ 31″ E / 39.6917666°N,8.9086246°E            | 157                              |                  |
|        | Vilamar             | 2431     | 38.53      | 39° 37′ 12″ N, 8° 57′ 36″ E / 39.6199704°N,8.9600372°E            | 108                              |                  |
|        | Villanovaforru      | 584      | 10.93      | 39° 37′ 56″ N, 8° 52′ 09″ E / 39.6322666°N,8.8690567°E            | 324                              |                  |